# ヨハネス8世 (対立教皇)
ヨハネス8世（Ioannes VIII (antipapa)、生没年不詳）は、ローマ教皇であるセルギウス2世の対立教皇である（在位：844年）。

## 生涯
844年1月25日に教皇のグレゴリウス4世が死去すると、次の教皇としてローマ市民から期待された。しかし選挙では貴族による不正が行なわれてセルギウス2世が選出された。
ヨハネス8世派は貴族による弾圧を受けて壊滅し、ヨハネスも殺されかけた。しかしセルギウス2世の助命により許されたという。